# Plattsburgh (New York)
Plattsburgh je grad u američkoj saveznoj državi New York. Prema popisu stanovništva iz 2010. u njemu je živjelo 19.989 stanovnika.